# Laura z Kordoby
Laura z Kordoby – żyjąca w IX wieku, hiszpańska święta Kościoła katolickiego, męczennica, ksieni.
Biografia Laury z Kordoby pochodzą ze słabo udokumentowanych historycznie źródeł i późnego Martyrologium (Martirologium Hispanicum). Żyła na terenach Al-Andalus. Przyjmuje się, że początkowo była mniszką w Cuteclara (w pobliżu Kordoby), a w 856 wybrano ją przełożoną klasztoru. Zginęła skazana przez muzułmańskiego sędziego na zanurzenie w gorącej smole lub ołowiu, za odmowę wyrzeczenia się wiary, po trzech godzinach tortur. Przypuszczalnie jej śmierć nastąpiła w 864 roku. Jej wczesny kult rozszerzył się po Europie.
Jej atrybutem jest palma, a wspomnienie obchodzone jest 19 października.